# Cercopis costai
Cercopis costai är en insektsart som beskrevs av Metcalf 1961. Cercopis costai ingår i släktet Cercopis och familjen spottstritar. Inga underarter finns listade i Catalogue of Life.